# Cardinale
Cardinale község (comune) Olaszország Calabria régiójában, Catanzaro megyében.

## Fekvése
A megye délnyugati részén fekszik. Határai: Argusto, Brognaturo, Chiaravalle Centrale, Davoli, Gagliato, San Sostene, Satriano, Simbario és Torre di Ruggiero. A 19. század elején vált önálló községgé, amikor a Nápolyi Királyságban felszámolták a feudalizmust.

## Története
A település első említése a 16. századból származik. Középkori épületeinek nagy része az 1783-as calabriai földrengésben elpusztult.

## Népessége
A népesség számának alakulása:

## Főbb látnivalói
- Castello Filangieri
- Palazzo Salvi
- Palazzo Pelaggi
- Palazzo Nisticò
- Palazzo Mammone
- Palazzo De Luca
- Santa Maria delle Grazie-templom
- San Nicola di Bari-templom
- Maria Santissima delle Grazie-templom